# Edifici Santa Maria Micaela
L'edifici Santa Maria Micaela és un edifici d'habitatges al número 18 del carrer de Santa Maria Micaela de la ciutat de València (València). Es tracta d'un edifici residencial construït entre 1958 i 1961 amb projecte de l'arquitecte Santiago Artal Ríos que s'emmarca en el Pla de Mutualitats Laborals desenvolupat durant el franquisme, de la magnitud i brevíssim termini d'execució del qual ja va gallejar la mateixa propaganda del règim.
L'edifici es construí per a la cooperativa d'Agents Comercials, en uns terrenys situats al segon eixample de València propers al llit del riu Túria. En realitat es tracta d'un conjunt de tres blocs articulats al voltant d'un pati d'ús comú, trencant així amb la tradicional disposició d'illa tancada de l'eixample. Paral·lel a l'avinguda Pérez Galdós se situa un bloc de 12 plantes, un altre perpendicular a aquest i paral·lel al carrer de Santa Maria Micaela de més baix, de tres altures, i un altre bloc de 12 paral·lel a aquest últim. D'aquesta manera s'aconsegueix un espai central a manera de plaça per als veïns, a més de servir per a donar major llum i ventilació als habitatges.
Els habitatges són dúplex, excepte els del bloc més baix, i l'accés es fa a través d'espaioses galeries exteriors. En aquestes, la dita zona de dia (la cuina, el menjador-saló i terrassa) se situa a la planta inferior, mentre que la zona de nit (el bany i tres o quatre dormitoris) a la planta superior.
Les referències d'Artal es mostren clarament a l'hora de construir aquest edifici. La geometria compositiva dels blocs basada en la modulació de l'estructura de formigó armat, recorden a Le Corbusier o a elements de Mies van der Rohe. L'ús dels colors (blanc, groc, roig i blau dins de la retícula grisa definida per la mateixa arquitectura) recorda al neoplasticisme de Mondrian. La pèrgola d'entrada, amb pilars metàl·lics que sostenen una llosa de formigó, o la làmina d'aigua i la font com a elements centrals del pati, construïda en formigó vist, seguirien recordant altres edificis, com el Pavelló de Barcelona fins a les cobertes de l'Unité d'Habitation de Marsella.